# Robyn Woodhouse
Robyn Woodhouse, po mężu Sillitoe (ur. 26 lipca 1943) – australijska lekkoatletka, specjalistka skoku wzwyż, dwukrotna medalistka  igrzysk Imperium Brytyjskiego i Wspólnoty Brytyjskiej, olimpijka.

## Kariera sportowa
Zwyciężyła w skoku wzwyż (wyprzedzając swe koleżanki z reprezentacji Australii Helen Frith i Michele Mason) na igrzyskach Imperium Brytyjskiego i Wspólnoty Brytyjskiej w 1962 w Perth. Zajęła 11. miejsce w tej konkurencji na igrzyskach olimpijskich w 1964 w Tokio. Na igrzyskach Imperium Brytyjskiego i Wspólnoty Brytyjskiej w 1966 w Kingston zdobyła brązowy medal, przegrywając tylko z Michele Brown (dawniej Mason) i Dorothy Shirley z Anglii.
Woodhouse była mistrzynią Australii w skoku wzwyż w 1962/1963, 1964/1965 i 1966/1967, wicemistrzynią w 1959/1960, 1961/1962 i 1963/1964 oraz brązową medalistką w 1965/1966.
Dwukrotnie poprawiała i czterokrotnie wyrównywała rekord Australii w skoku wzwyż, doprowadzając go do wyniku 1,778 m, uzyskanego 26 listopada 1962 w Perth. Był to najlepszy wynik w jej karierze.